# 勧善区

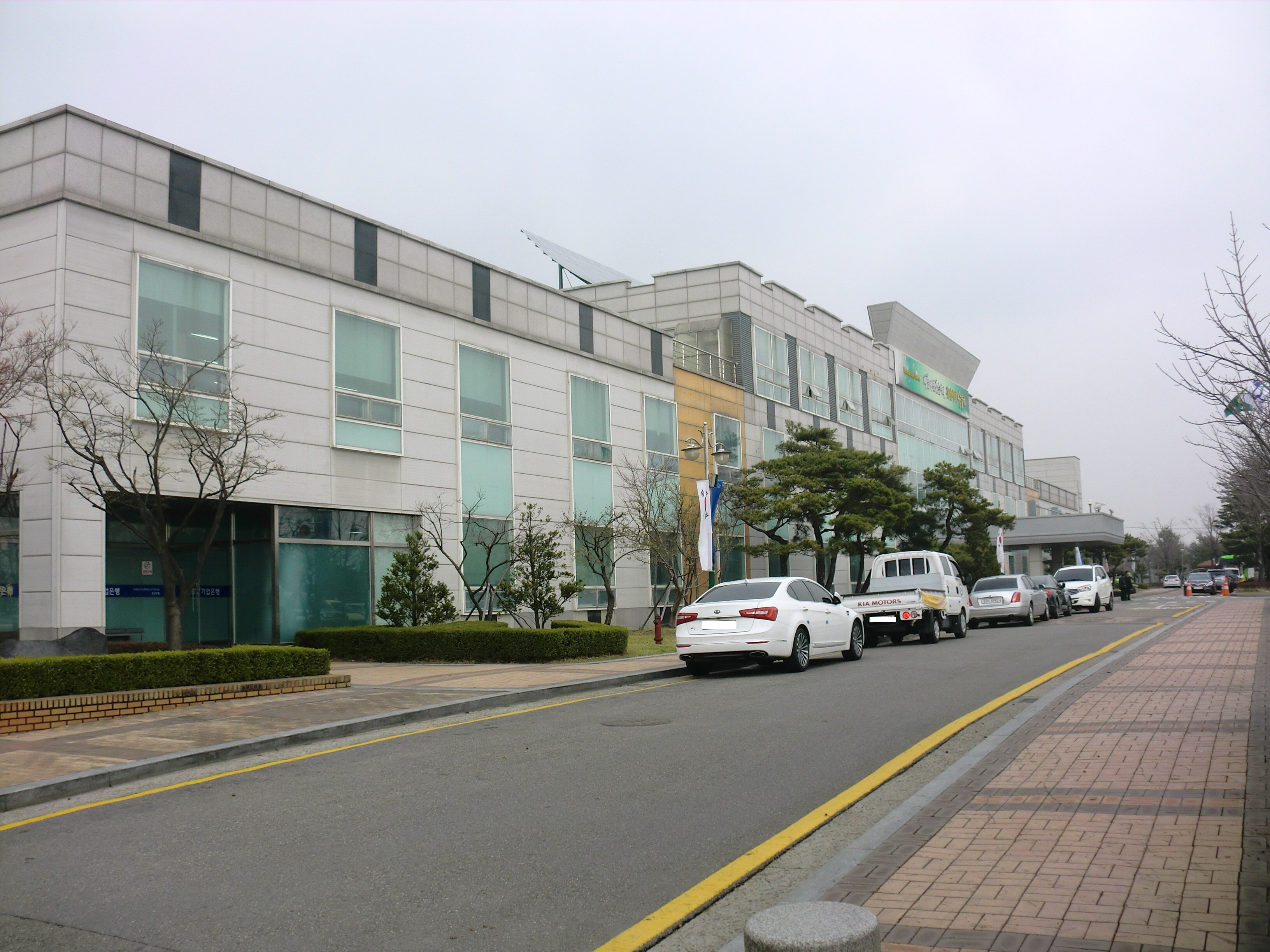
勧善区庁

勧善区（クォンソンく）は、大韓民国京畿道水原市南西部に位置する区である。

## 行政区画

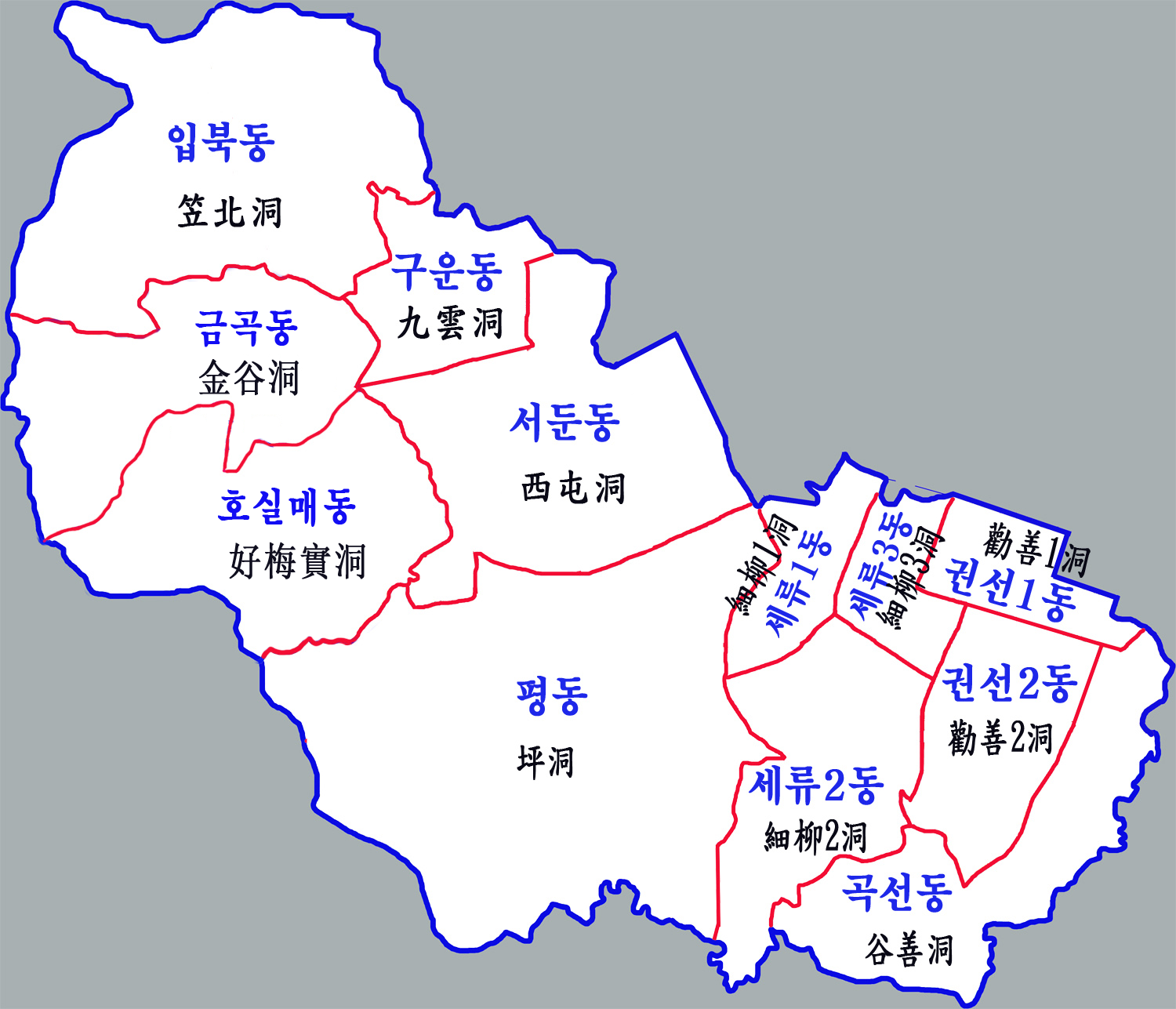
行政区域図

勧善区は11の洞に分かれる。
| 行政洞   | 法定洞                                   |
| -------- | ---------------------------------------- |
| 細柳1洞  | 細柳洞                                   |
| 細柳2洞  | 細柳洞、長芝洞                           |
| 細柳3洞  | 細柳洞                                   |
| 坪洞     | 坪洞、古索洞、梧木川洞、坪里洞、好梅実洞 |
| 西屯洞   | 西屯洞、塔洞                             |
| 九雲洞   | 九雲洞                                   |
| 金谷洞   | 金谷洞                                   |
| 好梅実洞 | 好梅実洞                                 |
| 勧善1洞  | 勧善洞                                   |
| 勧善2洞  | 勧善洞                                   |
| 谷善洞   | 谷泮亭洞、勧善洞、大皇橋洞               |
| 笠北洞   | 笠北洞、棠樹洞                           |

## 交通機関

### 鉄道
- 京釜線・首都圏電鉄1号線
  - 細柳駅
- 盆唐線
  - 梅灘勧善駅※ - 水原市庁駅
- 水仁線
  - 古索駅 - 梧木川駅

- ※ 梅灘勧善駅の所在地は霊通区であるが、勧善区との境界上にある。